# Octopamina
L'octopamina (β,4-dihidroxifenetilamina) és una amina biogènica endògena que està estretament relacionada amb la norepinefrina, i té efectes en els sistemes adrenèrgics i dopaminèrgics. Es troba de manera natural en moltes plantes, incloent la taronja amargant. La biosíntesi de la D-(–)-enantiòmer d'octopamina és per β-hidroxilació de la tiramina via l'enzim dopamina β-hidroxilasa. Sota els noms comercials d'Epirenor, Norden, i Norfen, l'octopamina també es fa servir clínicament com a agent simpatomimètic.

## Paper en els invertebrats
L'octopamina la va descobrir Vittorio Erspamer el 1948 en les glàndules salivals del pop (de nom científic Octopus, d'aquí el mateix Erspamer li va donar el nom) i s'ha comporvat que actua com neurotransmissor, neurohormona i neuromodulador en els invertebrats.
L'octopamina actua com l'equivalent en els insectes a la norepinefrina.
El paper més conegut de l'octopamina és en el salt dels saltamartins.
En l'abella de la mel i la mosca de la fruita, l'octopamina té un paper principal en l'aprenentatge i la memòria.

## Paper en els vertebrats
En els vertebrats, l'octopamina substitueix la norepinefrina en el sistema nerviós simpàtic les neurones. pot ser la responsable de l'efecte secundari de la hipotensió ortostàtica amb algunes drogues inhibidores.
Per manca de recerca, encara no se sap gaire del paper de l'octopamina en els animals vertebrats.